# Bacillus coagulans
Bacillus coagulans è un batterio a bastoncino, Gram-positivo, membro del phylum Firmicutes.